# Robert Nordberg
Robert Nordberg, född 26 mars 1970 i Boden, är en svensk före detta ishockeyforward.
Han spelade för HC Lidköping, Luleå Rebels, Piteå HC, Skellefteå AIK, SG Cortina, Djurgårdens IF, Bodens IK, Esbjerg Energy, Timrå IK, JYP, Luleå HF och Utah Grizzlies under sin karriär. Hans moderklubb är Bodens IK.